# Fontvannes
Fontvannes és un municipi francès situat al departament de l'Aube i a la regió del Gran Est. L'any 2007 tenia 552 habitants.

## Demografia

### Població
El 2007 la població de fet de Fontvannes era de 552 persones. Hi havia 199 famílies de les quals 27 eren unipersonals (19 homes vivint sols i 8 dones vivint soles), 88 parelles sense fills, 76 parelles amb fills i 8 famílies monoparentals amb fills.
La població ha evolucionat segons el següent gràfic:
Habitants censats

### Habitatges
El 2007 hi havia 216 habitatges, 203 eren l'habitatge principal de la família, 1 era una segona residència i 11 estaven desocupats. 212 eren cases i 4 eren apartaments. Dels 203 habitatges principals, 181 estaven ocupats pels seus propietaris, 20 estaven llogats i ocupats pels llogaters i 2 estaven cedits a títol gratuït; 1 tenia dues cambres, 27 en tenien tres, 64 en tenien quatre i 112 en tenien cinc o més. 168 habitatges disposaven pel capbaix d'una plaça de pàrquing. A 62 habitatges hi havia un automòbil i a 131 n'hi havia dos o més.

### Piràmide de població
La piràmide de població per edats i sexe el 2009 era:
| Homes | Edats   | Dones |
| ----- | ------- | ----- |
| 0     | 95 o +  | 0     |
| 0     | 90 a 94 | 0     |
| 0     | 85 a 89 | 0     |
| 4     | 80 a 84 | 4     |
| 8     | 75 a 79 | 12    |
| 4     | 70 a 74 | 0     |
| 12    | 65 a 69 | 16    |
| 4     | 60 a 64 | 4     |
| 16    | 55 a 59 | 12    |
| 36    | 50 a 54 | 24    |
| 24    | 45 a 49 | 24    |
| 20    | 40 a 44 | 24    |
| 20    | 35 a 39 | 20    |
| 16    | 30 a 34 | 16    |
| 20    | 25 a 29 | 8     |
| 0     | 20 a 24 | 28    |
| 32    | 15 a 19 | 24    |
| 8     | 10 a 14 | 24    |
| 32    | 5 a 9   | 12    |
| 32    | 0 a 4   | 4     |

## Economia
El 2007 la població en edat de treballar era de 386 persones, 285 eren actives i 101 eren inactives. De les 285 persones actives 259 estaven ocupades (146 homes i 113 dones) i 26 estaven aturades (11 homes i 15 dones). De les 101 persones inactives 44 estaven jubilades, 33 estaven estudiant i 24 estaven classificades com a «altres inactius».

### Ingressos
El 2009 a Fontvannes hi havia 215 unitats fiscals que integraven 589 persones, la mediana anual d'ingressos fiscals per persona era de 17.538 €.

### Activitats econòmiques
Dels 14 establiments que hi havia el 2007, 1 era d'una empresa extractiva, 1 d'una empresa alimentària, 1 d'una empresa de fabricació de material elèctric, 6 d'empreses de construcció, 1 d'una empresa de transport, 1 d'una empresa d'hostatgeria i restauració, 1 d'una empresa financera, 1 d'una empresa de serveis i 1 d'una empresa classificada com a «altres activitats de serveis».
Dels 6 establiments de servei als particulars que hi havia el 2009, 2 eren paletes, 1 guixaire pintor, 1 lampisteria, 1 electricista i 1 perruqueria.
L'únic establiment comercial que hi havia el 2009 era una fleca.
L'any 2000 a Fontvannes hi havia 8 explotacions agrícoles que ocupaven un total de 960 hectàrees.

## Equipaments sanitaris i escolars
El 2009 hi havia 1 escola maternal integrada dins d'un grup escolar amb les comunes properes formant una escola dispersa i 1 escola elemental integrada dins d'un grup escolar amb les comunes properes formant una escola dispersa.

## Poblacions més properes
El següent diagrama mostra les poblacions més properes.